# Clemens August Haxthausen
Clemens August baron (von) Haxthausen (født 17. december 1738 i Oldenburg, død 31. januar 1793 i København) var en dansk officer, bror til Gregers Christian Haxthausen.
Han var søn af Christian Frederik greve Haxthausen (død 1740), blev 1754 sekondløjtnant og 1760 kaptajn i Livgarden til Fods, 1768 oberstløjtnant ved Kronprinsens Regiment og 1769 premiermajor – hvilket dengang tillige ville sige højstbefalende – ved Livgarden til Fods. Samme stilling beklædte han i december 1771, da Struensee, der tidligere på året havde opløst Hestgarden, udstedte den for ham selv skæbnesvangre kabinetsordre, ifølge hvilken der af Fodgardens 5 kompagnier skulle dannes i grenaderkompagni ved hvert af de i København garnisonerende infanteriregimenter. Under det nu i den anledning påfulgte mytteri af de menige gardere synes Haxthausens såvel som de øvrige gardeofficerers holdning at have været loyal og ulastelig, men i øvrigt var han af Struensees omgivelser mistænkt for at høre til de konspirerende og at være vundet af enkedronningen. Særlig belønning tilfaldt der ham dog ikke efter omvæltningen, når undtages, at han 1773 blev kommandør for den genoprettede Livgarde og 1774 hvid ridder. 1777 udnævntes han til generalmajor; kammerherre var han fra 1766. Da regeringsskiftet 1784 forberedtes, sluttede han sig til kronprinsen, og det var overdraget ham med gardebataljonen at håndhæve ordenen i hovedstaden, hvis tumult mod forventning skulle opstå. Året efter fratrådte han kommandoen over Garden og blev i dets sted chef for Sjællandske Infanteriregiment og kommandant i København; 1789 blev han generalløjtnant.
Haxthausen var 3 gange gift: 1. gang (20. september 1765) med Charlotte Amalie baronesse Wedel-Jarlsberg (27. juli 1749 – 29. november 1771); 2. gang (24. august 1774) med Dorothea Sophie Schack-Rathlou (25. juli 1757 – 11. januar 1778) og 3. gang (22. juni 1792) med Christine Caroline komtesse Holstein-Ledreborg (28. februar 1772 – 11. december 1852). Han døde i København 31. januar 1793 og er begravet på Garnisons Kirkegård.
Der findes et maleri af J.C. Almer 1769 i familieeje i Norge, satiriske stik af G.C. Schule 1785 og 1787 og satirisk tegning 1782 af Johan Tobias Sergel (Kobberstiksamlingen).